# UN-Klimakonferenz in Paris 2015

Mitglieder der UNFCCC
Mitglied
Mitglied (Anhang I)
Mitglied (Anhang I und II)
Beobachterstatus

Gesamte (links) und Pro-Kopf-Emissionen (rechts) im Jahr 2012 im Vergleich zu 1990. Für eine detaillierte Länderliste siehe die Liste der Länder nach Treibhausgas-Emissionen.

Die UN-Klimakonferenz in Paris 2015 (englisch United Nations Framework Convention on Climate Change, 21st Conference of the Parties, kurz COP 21) fand als 21. UN-Klimakonferenz und gleichzeitig 11. Treffen zum Kyoto-Protokoll (englisch 11th Meeting of the Parties to the 1997 Kyoto Protocol, kurz CMP 11) vom 30. November bis 12. Dezember 2015 in Paris (Frankreich) statt. Den Vorsitz hatte der französische Außenminister Laurent Fabius. Dieser Konferenz wurde eine zentrale Bedeutung zugemessen, da hier eine neue internationale Klimaschutz-Vereinbarung in Nachfolge des Kyoto-Protokolls verabschiedet werden sollte.
Ursprünglich sollte die Konferenz nur bis zum 11. Dezember abgehalten werden; aufgrund mehrerer strittiger Punkte beschloss die Konferenzleitung, die Verhandlungen um einen Tag zu verlängern. Am Abend des 12. Dezember wurde von der Versammlung ein Klimaabkommen beschlossen, das die Begrenzung der globalen Erwärmung auf deutlich unter 2 °C, möglichst 1,5 °C im Vergleich zu vorindustriellen Levels vorsieht und das Übereinkommen von Paris genannt wird.
Um das gesteckte 1,5°-Ziel erreichen zu können, müssen die Treibhausgasemissionen weltweit zwischen 2045 und 2060 auf Null zurückgefahren werden und anschließend ein Teil des zuvor emittierten Kohlenstoffdioxids wieder aus der Erdatmosphäre entfernt werden (Carbon Dioxide Removal). Erreichbar ist das gesteckte Ziel zudem nur mit einer sehr konsequenten und sofort begonnenen Klimaschutzpolitik, da sich das Zeitfenster, in dem dies noch realisierbar ist, rasch schließt (Stand 2015). Soll das 1,5°-Ziel ohne Einsatz der CCS-Technik erreicht werden, muss die Verbrennung fossiler Energieträger bis ca. 2040 komplett eingestellt werden und die Energieversorgung – d. h. Strom, Wärme und Verkehr – in diesem Zeitraum vollständig auf erneuerbare Energien umgestellt werden.

## Ereignisse im Vorfeld der Konferenz

### Vorbereitungstreffen
Vom 8. bis 13. Februar 2015 fand in Genf eine Vorbereitungskonferenz zu COP 21 statt (engl. Eighth part of the second session of the Ad Hoc Working Group on the Durban Platform for Enhanced Action (ADP)). Aufbauend auf dem Lima Call for Action, der die Ergebnisse der COP 20 zusammenfasst, wurde ein Verhandlungstext für COP 21 verabschiedet. Zentrale Punkte sind das Weiterkommen bei den Klimaschutz-Zusagen der Länder (engl. Intended Nationally Determined Contributions, INDC), eine Gleichbehandlung von Klimaschutz und Klimaanpassung im System des Pariser Vertrags, der weitere Ausbau des Green Climate Fund sowie Transparenz bezüglich der Umsetzung der Klimaschutzmaßnahmen.
Bei einer gemeinsamen Pressekonferenz mit dem französischen Präsidenten François Hollande am 20. Februar 2015 in Paris erklärte Bundeskanzlerin Angela Merkel, Deutschland werde Frankreich bei der Vorbereitung der Klimakonferenz unterstützen. Hollande werde auch an der vorbereitenden Konferenz in Berlin teilnehmen. Zudem werde der (von Angela Merkel geleitete) G7-Gipfel im Juni 2015 auf Schloss Elmau dafür genutzt, mit den führenden Industriestaaten eine gemeinsame Agenda im Hinblick auf COP 21 zu verabreden.
Am 18. und 19. Mai fand in Berlin der VI. Petersberger Klimadialog statt, bei dem sich zur Vorbereitung der COP 21 Repräsentanten aus etwa 35 Ländern trafen. Bundeskanzlerin Angela Merkel betonte die Notwendigkeit der Unterstützung der Entwicklungsländer (Green Climate Fund). Deutschland strebe an, seine internationale Klimafinanzierung, bezogen auf das Jahr 2014, bis 2020 zu verdoppeln. Zudem sprach sie sich für eine CO2-Bepreisung aus, um mittels einer vollständigen Dekarbonisierung der Weltwirtschaft bis zum Ende des 21. Jahrhunderts eine Überschreitung der Zwei-Grad-Grenze zu verhindern. Mit Joachim Gauck empfing erstmals auch ein Bundespräsident die Delegierten. Das geplante Klimaschutzabkommen solle laut Gauck den „Weg zu einer klimaneutralen Wirtschaftsordnung einläuten“. Klimaschutzmaßnahmen wie der Emissionshandel müssten „von einer Allianz von Staaten im Geiste der Zusammenarbeit getragen werden“. Dabei betonte er die Verantwortung der reicheren Länder und wies u. a. darauf hin, dass Emissionen aus wirtschaftlicher Produktion nicht in Länder mit niedrigeren Umweltstandards verlagert werden dürften.
Vom 6. bis 10. Juli trafen sich in Paris etwa 2000 Wissenschaftler auf der Konferenz „Our Common Future Under Climate Change“, die als das größte Treffen hochrangiger Experten in Vorbereitung auf COP 21 gilt.
Vom 1. bis 11. Juni, vom 31. August bis 4. September sowie vom 19. bis 23. Oktober 2015 fanden von der UNFCCC organisierte COP-21-Vorbereitungskonferenzen in Bonn statt. Auf diesen Treffen wurde der Text für das neue Klimaschutzabkommen vorbereitet.

### Klimaschutz-Zusagen der Länder (Intended Nationally Determined Contributions, INDC)
Im Rahmen des Lima Call for Climate Action wurde beschlossen, dass die UN-Mitglieder rechtzeitig vor der COP 21, idealerweise bis Ende März 2015, ihre geplanten Klimaschutz-Beiträge bei der UNFCCC einreichen. Diese sollten so konkret wie möglich sein, unter anderem hinsichtlich des Zeitrahmens der Umsetzung und der gewählten Methoden. Als erstes Land reichte die Schweiz am 27. Februar ihre Absichtserklärung ein, gefolgt von der Europäischen Union am 6. März und Norwegen am 27. März. Mexiko legte als erstes Schwellenland und Gabun als erstes afrikanisches Land ein Klimaschutzprogramm vor. Die USA reichten am 31. März ihre Ziele ein, Russland am 1. April.
Bis zum 20. August hatten nur 56 Staaten (einschließlich der 28 Staaten der Europäischen Union) ihre Klimaschutzpläne eingereicht. Nach einer Analyse des Grantham Institute for Climate Change am Imperial College London, die Mitte August veröffentlicht wurde, müssten sich die bisherigen Klimaschutzvorhaben bis 2030 mindestens verdoppeln, damit eine mindestens 50%ige Chance besteht, die globale Erwärmung auf zwei Grad zu begrenzen. EU-Klimakommissar Miguel Arias Cañete forderte Indien, Brasilien, Saudi-Arabien, Südafrika und die Türkei auf, ohne weitere Verzögerung ihre INDC's mitzuteilen.
Bis Anfang Oktober 2015 hatten 146 Staaten ihre Klimaziele schriftlich festgelegt und bei der UNFCCC eingereicht. Diese Staaten waren für 87 % der weltweiten Treibhausgasemissionen verantwortlich.
Die bisherigen Pläne der einzelnen Staaten reichen nicht aus, um das Zwei-Grad-Ziel zu erreichen. Sollten die Staaten ihre gemachten Zusagen erfüllen, ergibt sich eine globale Erwärmung von 2,6 bis 3,1 °C bis 2100 sowie ein weiterer Temperaturanstieg nach 2100. Für die Einhaltung der Zwei-Grad-Grenze sind demnach eine nachträgliche Verschärfung der Zusagen oder eine Übererfüllung der Ziele zwingend notwendig. Für die Begrenzung der Erdtemperatur auf einem bestimmten Niveau müssen die Treibhausgasemissionen netto auf Null zurückgefahren werden, da für eine bestimmte Temperatur nur ein begrenztes Kohlenstoffbudget zur Verfügung steht, das emittiert werden kann.

### Weitere politische Ereignisse, Treffen und Berichte
Am 26. März 2015 trafen sich in Paris Repräsentanten europäischer Städte, um Maßnahmen gegen den Klimawandel zu vereinbaren. Von 26 Bürgermeistern, die die insgesamt über 60 Millionen Einwohner (unter anderem vieler europäischer Hauptstädte) repräsentieren, wurde eine Erklärung unterschrieben, in der sie sich für eine Transformation der Energieversorgung und verschiedene andere Klimaschutzmaßnahmen aussprachen.
Am 31. März beriet der Umweltausschuss des Europäischen Parlaments über die COP-21-Konferenz.
Am 7. April veröffentlichte die US-Regierung eine Vorabversion eines Reports zu den Folgen der globalen Erwärmung auf die Gesundheit. Thematisiert werden unter anderem das vermehrte Auftreten von Atemwegs-, Infektions- oder psychischen Erkrankungen. Eine vom Weißen Haus ausgerichtete Konferenz zum Thema Klimawandel und Gesundheit fand am 23. Juni statt.
Beim G7-Außenministertreffen am 15. April in Lübeck wurde eine Studie zu den Folgen der globalen Erwärmung für Frieden und Sicherheit vorgestellt, die im Auftrag der G7 erstellt wurde. Folgende (sich überlappende) Risiken, die zu Konflikten führen könnten – insbesondere in instabilen Ländern – wurden hierbei benannt und jeweils Strategien zur Risikominimierung vorgestellt: Konkurrenz um lokale Ressourcen, Verlust der Existenzgrundlage (z. B. bei Landwirten) und Migration, Extremwetterereignisse, instabile Lebensmittelpreise und -versorgung, grenzüberschreitendes Wassermanagement, Meeresspiegelanstieg und Schädigung von Küstenbereichen, sowie unbeabsichtigte Folgen der Klimapolitik.
Am 3. August veröffentlichte Barack Obama einen neuen Klimaschutzplan (Clean Power Plan) zur Senkung der US-amerikanischen CO2-Emissionen. Er bezeichnete ihn als den „größten, bedeutendsten Schritt, den wir jemals gegen den Klimawandel unternommen haben“.
Ende September 2015 wurde auf dem Weltgipfel für nachhaltige Entwicklung 2015 in New York der Klimaschutz als eines der 17 Ziele nachhaltiger Entwicklung (Sustainable Development Millennium Goals) festgelegt.
In einer Pressekonferenz am 6. November 2015 verkündete Barack Obama, dass der Bau der seit sieben Jahren umstrittenen Keystone-XL-Pipeline nicht genehmigt werde. Die USA hätten eine wichtige Rolle als Vorbild für den Klimaschutz, die Genehmigung der Keystone XL-Pipeline hätte dieser Führungsrolle widersprochen. Er sei zuversichtlich, gemeinsam mit den anderen Regierungschefs in Paris ein ambitioniertes Klimaschutzabkommen auf den Weg zu bringen. Es gehe darum, den einen Planeten, den wir haben, zu schützen, solange wir es noch können. Diese Entscheidung wird als bedeutender Schritt für die Verhandlungen in Paris angesehen.
Am 8. November 2015 veröffentlichte die Weltbank ihren Bericht Shock Waves. Managing the Impacts of Climate Change on Poverty und warnte vor einem Scheitern der Verhandlungen in Paris. Werde nicht schnell etwas gegen die Erderwärmung getan, könne dies bedeuten, dass zusätzlich mehr als 100 Millionen Menschen in die Armut abrutschen.
Aus Sicht der Weltgesundheitsorganisation (WHO) erhalten die schwerwiegenden Folgen für die Gesundheit bislang noch zu wenig Aufmerksamkeit in den Debatten zum Klimawandel. Anlässlich der COP 21 veröffentlichte sie daher am 17. November einen Aufruf zum Handeln.

### Statements verschiedener Kirchen und religiöser Führungspersonen
Papst Franziskus veröffentlichte am 18. Juni 2015 die Enzyklika Laudato si’, die sich schwerpunktmäßig mit dem Thema Umwelt- und Klimaschutz befasst. Er äußerte in Bezug auf die Enzyklika in einer Pressekonferenz: „Wichtig ist, dass zwischen ihrer Veröffentlichung und dem Treffen in Paris ein gewisser zeitlicher Abstand liegt, damit sie einen Beitrag leistet. Das Treffen in Peru war nichts Besonderes. Mich hat der Mangel an Mut enttäuscht: An einem gewissen Punkt haben sie aufgehört. Hoffen wir, dass in Paris die Vertreter mutiger sein werden, um in dieser Sache voranzukommen.“ Im Vorfeld veranstaltete die Päpstliche Akademie der Wissenschaften am 28. April gemeinsam mit dem SDSN und Religions for Peace eine Konferenz zum Klimawandel („Protect the Earth, Dignify Humanity. The Moral Dimensions of Climate Change and Sustainable Humanity“), bei der UN-Generalsekretär Ban Ki-moon die Eröffnungsrede hielt.
Am 12. Juli veröffentlichten die Leiter der anglikanischen Kirchen von Australien und Südafrika einen gemeinsamen Artikel in der Canberra Times. In diesem riefen sie unter anderem dazu auf, Druck auf die politischen Führer auszuüben, damit es in Paris zu einem starken, kollaborativen Vertrag komme. Es gebe eine moralische Verpflichtung seinem Nächsten zu helfen. Hierzu gehören unter anderem pazifische Inselstaaten wie Kiribati, die bereits vom Klimawandel betroffen sind.
Am 13. Juli rief die Church of England, initiiert durch den Bischof von Salisbury Nick Holtam, zu raschem Handeln gegen den Klimawandel auf.
Am 17. und 18. August fand in Istanbul ein Internationales Islamisches Symposium zum Klimawandel statt. Hierbei wurde eine islamische Erklärung zum Klimawandel verabschiedet, unterzeichnet unter anderem von Hossein Nasr, Ebrahim Rasool und Din Syamsuddin.
Am 29. Oktober wurde eine an die führenden Politiker dieser Welt gerichtete Buddhistische Erklärung zum Klimawandel veröffentlicht, unterzeichnet von führenden Buddhisten wie dem Dalai Lama und Thích Nhất Hạnh. In diesem riefen sie unter anderem die Staatschefs dazu auf, bei der COP 21 mit Mitgefühl und Weisheit zu kooperieren und ein ambitioniertes und effektives Klimaschutzübereinkommen zu erreichen.
Bis Ende Oktober unterzeichneten zudem 425 Rabbiner einen öffentlichen Brief zur Klimakrise – initiiert unter anderem durch Arthur Waskow – in dem sie zu energischem Handeln gegen den Klimawandel aufriefen.
Am 26. November forderte Papst Franziskus am Umweltprogramm der Vereinten Nationen in Nairobi einen erfolgreichen Abschluss des Klimagipfels. Es sei „traurig“, und er wage zu sagen, „katastrophal“ wenn die Konferenz an Einzelinteressen von Staaten scheitere und sich diese gegenüber dem Wohl der Menschheit durchsetzten. Der Klimawandel sei ein „globales Problem mit schwerwiegenden Folgen“, daher müsse eine Lösung beschlossen werden, die sowohl die Folgen des Klimawandels verringere, als auch die Armut bekämpfe und „Respekt für die Menschenwürde“ garantiere.

### Sonstige politische Meinungsäußerungen
Im Februar 2015 riefen prominente Wirtschaftsführer, darunter der Milliardär Sir Richard Branson, zu einer rigorosen Klimapolitik auf und forderten eine Reduzierung der globalen Kohlendioxid-Emissionen auf Null bis zum Jahr 2050.
Vom 12. bis 15. März 2015 trafen sich in Freiburg im Breisgau 65 Umweltpreisträger auf dem vierten von der Europäischen Umweltstiftung organisierten Freiburger Umweltkonvent unter dem Motto „Adaptation to Climate Change“ (dt. „Anpassung an den Klimawandel“). In einer gemeinsamen Erklärung plädierten die Preisträger, unter anderem Ernst Ulrich von Weizsäcker, für die Einführung einer CO2-Steuer.
Die Internationale Energieagentur (IEA) forderte ein Abkommen, nach dem die globalen Treibhausgas-Emissionen im Jahr 2020 ihren Höhepunkt erreichen sollen.
Vertreter des Nachhaltigkeitsrats der Bundesregierung monierten, dass die bisher erreichten Ergebnisse unzureichend seien, um die Klimaziele zu erfüllen.

### Sicherheitsvorkehrungen, Proteste und Beteiligung der Zivilgesellschaft

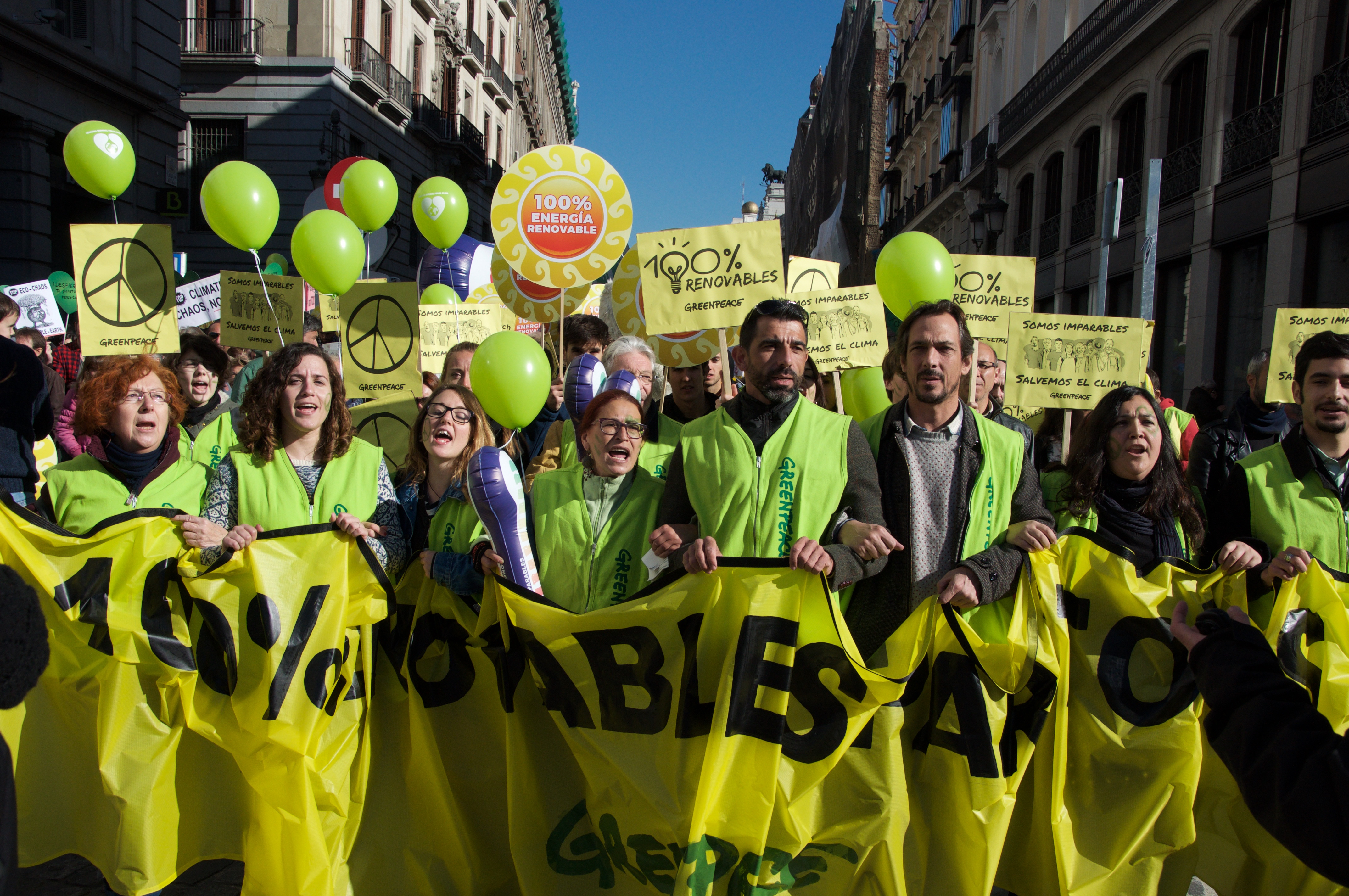
Greenpeace-Aktivisten in Madrid auf dem Global Climate March am 29. November 2015

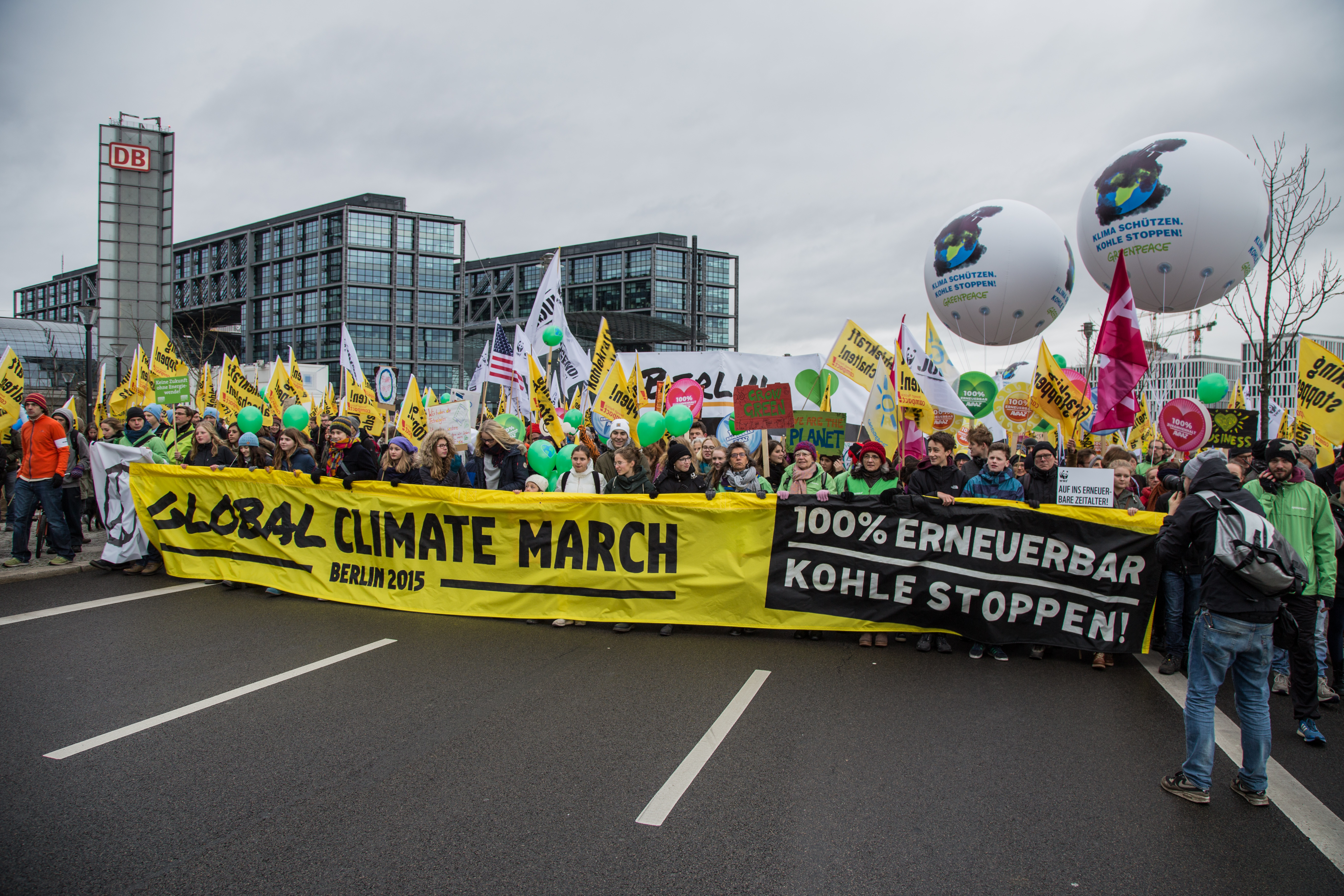
Global Climate March 2015 vor dem Berliner Hauptbahnhof

Bereits vor den Terroranschlägen am 13. November 2015 in Paris und der Ausrufung des Notstands wurden die Sicherheitsvorkehrungen zur COP 21 zu den bisher umfangreichsten in der Geschichte Frankreichs gezählt. Zur Konferenz wurden unter anderem mehr als 100 Staatschefs und Regierungsmitglieder sowie Tausende von Aktivisten mit einer Vielzahl von Protestkundgebungen, Nebenveranstaltungen und anderen Aktivitäten erwartet.
Weltweit waren in vielen Städten Kundgebungen anlässlich der Weltklimakonferenz geplant, insbesondere der Global Climate March am 29. November. Insgesamt waren für den 28. und 29. November laut The Guardian 2.173 Veranstaltungen in über 150 Ländern geplant. Für den Global Climate March in Paris wurden etwa 200.000 Teilnehmende erwartet.
Am 16. November 2015 gab der französische Premierminister Manuel Valls bekannt, dass aus Sicherheitsgründen bestimmte Demonstrationen, Konzerte und Feiern rund um die UN-Klimakonferenz in Paris abgesagt werden müssten, insbesondere die Route des für den 29. November geplanten Global Climate March führe an einigen Schauplätzen der Anschläge vom 13. November vorbei. Laut den Veranstaltern sei jedoch das Risiko eines terroristischen Anschlags bereits im Vorfeld bei den Sicherheitsvorkehrungen berücksichtigt worden. Den Global Climate March abzusagen, sei nicht akzeptabel.
Am 17. November wurde bekannt gegeben, dass ca. 115.000 Polizisten und Soldaten aus ganz Frankreich in Paris eingesetzt werden würden.
Ben Rhodes, der stellvertretende Sicherheitsberater des US-Präsidenten, gab am 19. November bekannt, dass Barack Obama trotz der Terroranschläge an der COP 21 teilnehmen werde: Seit den Anschlägen gebe es eine Koordination der Geheimdienste, alle Entscheidungen bezüglich der Sicherheit der Staatschefs würden jedoch weiterhin von Frankreich getroffen.

## Veranstaltungsort
Der Ort der Veranstaltung war die Gemeinde Le Bourget in der Nähe des gleichnamigen Flughafens nordöstlich von Paris.
Die Konferenz im Parc des expositions („Ausstellungspark“) teilte sich auf in ein nur den Delegationen zugängliches United Nations conference Centre („Konferenzzentrum der Vereinten Nationen“), dem öffentlich zugänglichen Forum Climate Generations Areas („Bereiche der KLima-Generationen“) in unmittelbarer Nachbarschaft für die Beteiligung der Zivilgesellschaft sowie einen Ausstellungsbereich. Die Durchführung der COP 21 wurde unter anderem von BMW, The Coca-Cola Company und Vattenfall unterstützt.

## Ergebnisse

Diese Abbildung zeigt die Raten, mit denen die weltweiten CO_{2}-Emissionen nach 2024 sinken müssen, um den globalen Temperaturanstieg auf 1,5, 1,7 oder 2,0 Grad Celsius zu begrenzen, ohne auf Netto-Negativemissionen angewiesen zu sein.

Der französische Außenminister und Konferenzleiter Laurent Fabius hatte den ausgehandelten Vertragstext zum Übereinkommen von Paris am Mittag des 12. Dezember den Delegierten vorgelegt. Unter anderem beschloss die Versammlung ein Klimaabkommen, das die Begrenzung der globalen Erwärmung auf deutlich unter 2 °C, möglichst 1,5 °C, vorsieht. Um dieses Ziel überhaupt noch erreichen zu können, muss die Welt die Nettotreibhausgasemissionen zwischen 2045 und 2060 auf null zurückfahren und damit einen sehr ambitionierten Klimaschutz betreiben. Ebenfalls wurde auf die Notwendigkeit von CCS-Maßnahmen, insbesondere der BECCS-Technik (Biomasseverbrennung mit Kohlenstoffdioxidabscheidung) oder eine erhöhte CO2-Aufnahme durch eine veränderte Landbewirtschaftung (z. B. Anpflanzen von Wäldern) während der zweiten Jahrhunderthälfte hingewiesen. Zudem schließt sich das Fenster zum Erreichen dieses Zieles schnell (Stand 2015).
Am Ziel, den weniger finanzstarken Staaten mit 100 Milliarden Dollar jährlich ab dem Jahr 2020[veraltet] bis zunächst 2025 bei der Anpassung an den Klimawandel und beim Klimaschutz zu helfen, wurde im beschlossenen Vertrag festgehalten. Das Abkommen ist zwar völkerrechtlich bindend, jedoch drohen keine Strafen bei Missachtung der Vertragspunkte.
Im April 2016 unterzeichneten 175 Staaten, darunter die Vereinigten Staaten, China und Deutschland, das Abkommen. Es tritt in Kraft, wenn es 55 Staaten, die zudem mindestens 55 % der Emissionen verursachen, ratifiziert haben. Nach der Unterzeichnung durch die Vereinigten Staaten gab ein Sprecher des Weißen Hauses an, die Emissionen der Nationen, die zu dem Zeitpunkt unterschrieben haben, entsprächen 49 % der globalen Emissionen. Einige Staaten, v. a. kleine Inselstaaten, sowie Deutschland, China und die USA, haben die Ratifizierung bereits umgesetzt, Frankreich kündigte sie noch für 2016 an. Damit konnte das Abkommen nicht erst 2020, wie ursprünglich geplant, sondern bereits deutlich früher in Kraft treten. Es trat am 4. November 2016 in Kraft.
Hinsichtlich des Klimaschutz-Regimes bis 2020 drängte die Vertragsstaatenkonferenz ihre Mitglieder, die Doha-Änderungen des Kyoto-Protokolls zu ratifizieren und damit die zweite Verpflichtungsperiode des Kyoto-Protokolls wirksam werden zu lassen.

## Folgekonferenz COP 22
Als Folgekonferenz fand die 22. UN-Klimakonferenz (COP 22) gleichzeitig als 12. Treffen zum Kyoto-Protokoll (CMP 12) sowie als 1. Treffen der Conference of the Parties serving as the meeting of the Parties to the Paris Agreement (CMA) vom 7. bis 18. November 2016 in Bab Ighli nahe der marokkanischen Stadt Marrakesch statt.

## Rezeption

### Einordnungen
Die Ergebnisse des Gipfels wurden von den meisten Politikern und Umweltverbänden als Durchbruch in der Klimapolitik bewertet. Frankreichs Präsident François Hollande sprach von der schönsten und friedlichsten aller Revolutionen, die von Paris ausgegangen sind. Die deutsche Umweltministerin Barbara Hendricks erklärte, Paris sei „nicht das Ende, sondern der Anfang eines langen Weges“. Mit „Paris gibt der Welt Hoffnung“ kommentierte Martin Kaiser, Klimaschutzexperte von Greenpeace, das Abkommen. Der Bundesverband Erneuerbare Energie begrüßte das Abkommen als „starkes Signal“ und forderte, den Zielen auch konkrete Maßnahmen zu deren Umsetzung folgen zu lassen. Der WWF Deutschland bewertete das Abkommen als „wegweisend in vielerlei Hinsicht“. Paris habe die Erwartungen Vieler übertroffen. Anfang 2016 forderten BUND, Deutscher Naturschutzring, Greenpeace, die Klima-Allianz Deutschland, Misereor und der WWF, die Klimaschutzziele der Europäischen Union anzuheben, da diese nicht im Einklang mit dem Pariser Abkommen stünden.
Paul Oquist, Chefverhandler von Nicaragua, äußerte sich kritischer und forderte, dass die reichen Nationen weit mehr tun müssten, um die Treibhausemissionen zu vermindern und die Erde zu schützen. Als Schwachpunkte des Abkommens erscheinen der Verzicht auf bindende Ziele für den CO2-Ausstoß und die fehlende Einklagbarkeit von den im Vertrag genannten Hilfen für Klimaschäden in armen Staaten. James E. Hansen zeigte sich extrem unzufrieden mit dem Ergebnis, da das Grundproblem billiger fossiler Brennstoffe nicht angegangen wurde. Solange fossile Brennstoffe nicht verteuert würden, etwa mit einer CO2-Steuer, würden sie in Zukunft weiterhin verbrannt. Hans Joachim Schellnhuber begrüßte zwar das Vorhaben, die globale Erwärmung auf 1,5 °C zu begrenzen. Er kritisierte jedoch, dass der restliche Text nicht ausreichend dafür sorge, dass diese Ambitionen umgesetzt werden. Die Kompensations- und Haftungsregelungen für die Armen seien marginalisiert worden und die Finanzierung der Klimaanpassungen in den armen Ländern falle bisher geringer aus, als man sich erhofft habe. Auch Kevin Anderson, stellvertretender Direktor des Tyndall Centre for Climate Change Research, kritisierte das Abkommen scharf: „Für die armen, nicht-weißen Menschen in der südlichen Hemisphäre ist der momentane Text irgendwo zwischen gefährlich und tödlich“. Die Rolle der Wissenschaft sei geschwächt worden, zudem würden Flugverkehr und Schifffahrt nicht mehr erwähnt. Aus seiner Sicht sei das bisherige Abkommen sogar noch schlechter als das der UN-Klimakonferenz in Kopenhagen 2009.
Wirtschaftsnobelpreisträger Joseph E. Stiglitz sieht als wesentlichen Faktor für das Zustandekommen des Abkommens die Bemühungen von Angela Merkel und Barack Obama. Zugleich warnte er, dass diese durch ihren Einsatz für das Transatlantische Freihandelsabkommen TTIP diesen Erfolg erheblich gefährdeten, da TTIP genau die Politik untergrabe, die für einen erfolgreichen Klimaschutz notwendig sei. Treibhausgasemissionen, deren Kosten nicht von ihren Verursachern getragen werden, produzierten soziale Kosten, die ökonomisch gesehen wie Subventionen für die Unternehmen wirken, die sie verursachen. Solange Unternehmen nicht für die Umweltschäden aufkommen müssen, die sie auslösten, sei kein fairer Handel möglich. TTIP schaffe für Unternehmen weitere Möglichkeiten, gegen solche Maßnahmen vorzugehen. So räumten die bei TTIP vorgesehene Streitschlichtungsverfahren Unternehmen explizit die Möglichkeit ein, Staaten für Umwelt- und Klimaschutzgesetze vor internationalen Schiedsgerichten zu verklagen, was dazu führen würde, dass sich keine ambitionierten, sondern die jeweils niedrigsten Umweltschutzstandards durchsetzten.

### Berichterstattung
Die Tageszeitung kritisierte die Berichterstattung der deutschen Medien: Zum Ende der Klimakonferenz habe sich auf den Titelseiten der überregionalen Sonntagszeitungen die Einigung auf den weltweiten Klimavertrag allenfalls als Randnotiz gefunden. Auch im Innenteil sei wenig (Welt am Sonntag, Bild am Sonntag) bis gar nichts (Frankfurter Allgemeine Sonntagszeitung) zur COP 21 zu finden gewesen. Auch in der ARD sei am Sonntagabend nur kurz berichtet worden. Die Welt habe sogar darauf verzichtet, einen Redakteur nach Paris zu schicken.

### DokumentarfilmGuardians of the Earth
Der vom FilmFernsehFonds BAYERN, vom deutschen Filmförderfonds, der „deutschen Filmförderungsanstalt“ sowie vom österreichischen filminstitut geförderte Dokumentarfilm Guardians of the Earth – Als wir entschieden, die Welt zu retten des Regisseurs Filip Antoni Malinowski konnte nach der Präsentation auf verschiedenen internationalen (Dokumentar-)Filmfestivals und der Erstveröffentlichung in Österreich am 31. Mai 2018 in Deutschland Premiere feiern.